# Epiblatticida
Epiblatticida is een geslacht van vliesvleugeligen uit de familie Encyrtidae. De wetenschappelijke naam van dit geslacht is voor het eerst geldig gepubliceerd in 1915 door Girault.

## Soorten
Het geslacht Epiblatticida omvat de volgende soorten:
- Epiblatticida aereitibiae (Girault, 1923)
- Epiblatticida argentipes (Girault, 1925)
- Epiblatticida breviterebrata Hayat, 2003
- Epiblatticida caudatus (Girault, 1915)
- Epiblatticida lambi Girault, 1915
- Epiblatticida minutissimus (Girault, 1923)
- Epiblatticida psyllidiphaga Hayat & Singh, 2002